# Юліуш Цулауф
Юліуш Цулауф (пол. Juliusz Zulauf; 20 серпня 1891, Лемберг, Австро-Угорщина — 21 травня 1943, Мурнау-ам-Штаффельзе, Третій Рейх) — польський офіцер німецького походження, бригадний генерал.

## Біографія
Син Юзефа Цулауфа та Марії, уродженої Малушинських. У червні 1910 року він склав іспит на атестат зрілості в Імператорсько-Королівській Першій вищій школі у Лемберзі. З 1910 по 1913 рік він навчався на факультеті водного господарства Львівської політехніки. З 1913 по 1914 рік проходив обов'язкову службу в Імператорській та Королівській армії як однорічний доброволець. Під час навчання він брав активну участь у Спілці активних бойових дій та Спілці стрільців.

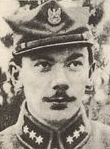
Гауптман Цулауф.

У серпні 1914 року він вступив до Польських легіонів, командував ротою у 2-му піхотному полку. У липні 1915 року командував ротою у 5-му піхотному полку. 6 серпня 1916 року, під час боїв під Оптовою, він був поранений у ногу гранатою та захоплений росіянами. Пізніше того ж року йому вдалося втекти з полону. У 1917 році служив у 4-му піхотному полку. 15 вересня 1917 року за власним проханням був звільнений зі служби в Польському допоміжному корпусі та призваний до Імператорської та Королівської Армії.
У відродженій Польській Армії спочатку був направлений до дивізії генерала Желіговського на Кубані. Після повернення додому брав участь в обороні Львова (листопад 1918 — січень 1919). З 11 травня 1919 року командував 4-м піхотним полком Легіонів. У серпні 1919 року був тяжко поранений. 25 листопада 1920 року був призначений до резервного батальйону 3-го піхотного полку Легіонів у Радомі на посаду командира батальйону, одночасно виконуючи обов'язки командира гарнізону Радома. З 23 березня 1921 року командував 28-м Канівським стрілецьким полком, а з 28 вересня 1921 року — 19-м піхотним полком у Львові. У березні 1927 року його було призначено командиром дивізійної піхоти 5-ї піхотної дивізії у Львові. 24 травня 1930 року його було призначено командиром 2-ї піхотної дивізії легіонів у Кельце. 10 грудня 1931 року президент Республіки Польща Ігнацій Мосцицький підвищив його до бригадного генерала зі старшинством, що діє з 1 січня 1932 року, та другим місцем у генеральському корпусі. 15 червня 1938 року його урочисто зустрічали підрозділи Кельської дивізії. Після цього він прийняв командування 5-ю піхотною дивізією у Львові. Окрім цього, він став військовим поселенцем у Луцькому повіті. У травні 1939 року його було обрано заступником президента Варти Могил Польських Героїв у Львові.
Під час Польською кампанії він командував своєю дивізією та оперативною групою, що носила його ім'я. З 14 по 28 вересня він командував оборонним сектором «Варшава-Схід» в обложеній столиці.
Після капітуляції Варшави він потрапив у полон до німців. Його утримували в офіцерських таборах VII A Мурнау та X A/Z Ітцего, де деякий час служив командиром руху опору. Він помер в таборі VII A Мурнау.

## Сім'я

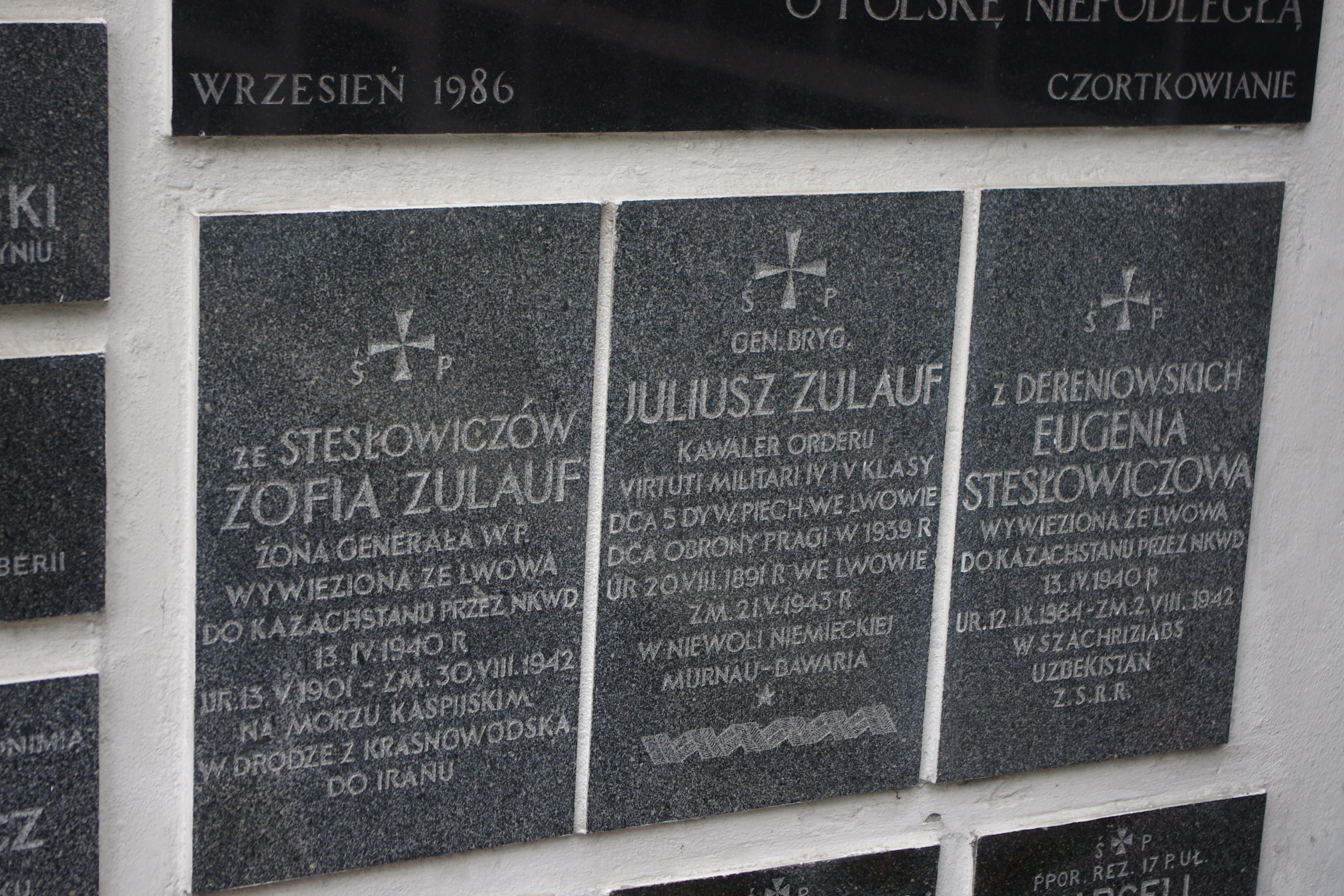
Пам'ятні дошки на честь генерала Цулауфа та його дружини Зофії на зовнішній стіні церкви Святого Карло Борромео на Повонзківському цвинтарі у Варшаві.

Юліуш Цулауф був одружений із Зофією Стеслович (13 травня 1901 — 30 серпня 1942 року). Від цих стосунків у нього було двоє дітей: син Мар'ян Адам та дочка Ірена. 13 червня 1940 року родину генерала було депортовано зі Львова до СРСР (наприкінці 1941 року його дружина, двоє дітей та свекруха перебували в Семипалатинську). У 1942 році частини Польської армії під командуванням генерала Владислава Андерса разом із супровідними цивільними особами евакуювалися з СРСР в Іран.
Зофія Зулауф загинула в Каспійському морі дорогою з Красноводська до Ірану. Під час транспортування через Каспійське море тіла померлих ховали в морі або на вірменському кладовищі в Пехлеві, де було визначено польську секцію.
Брати та сестри служили в Польській армії на Сході. У 1948 році Ірена вийшла заміж за Маріана Ней-Біго (1925–2000), учасника Варшавського повстання, а згодом солдата бригади. Свєнтокшиських національних збройних сил та 1-ї бронетанкової дивізії. Після завершення служби в Ірена Ней-Біго, учасниця Польського корпусу переселення, емігрувала разом зі своїм чоловіком до Канади, а в 1953 році — до Сполучених Штатів.
Мар'ян Адам Цулауф брав участь у битві під Монте-Кассіно. 15 грудня 1944 року кадет Маріан Адам Зулауф був підвищений до підпоручика президентом Республіки Польща. На той час він служив у 10-му Волинському стрілецькому батальйоні.

## Звання
- Лейтенант (1914)
- Оберлейтенант (липень 1915)
- Гауптман (20 серпня 1915)
- Підполковник (вересень 1919)
- Полковник (липень 1923)
- Бригадний генерал (1 січня 1932)

## Нагороди
- Virtuti Militari
  - срібний хрест (№5575; 10 серпня 1922)
  - золотий хрест
- Золотий хрест Заслуги (16 березня 1928)
- Орден Відродження Польщі
  - офіцерський хрест (10 листопада 1928)
  - командорський хрест
- Хрест Незалежності (20 січня 1931)[3]
- Хрест Хоробрих — нагороджений 4 рази.
- Почесний знак кадетського корпусу №1 (1939)[4]